# KAI KUH-1 スリオン
KUH-1 スリオン
飛行テスト中のスリオン試作機
- 用途：汎用ヘリコプター
- 分類：中型ヘリコプター
- 設計者：ユーロコプターの支援を受けて韓国航空宇宙産業が設計・開発[1]
- 製造者：韓国航空宇宙産業
- 運用者： 韓国（大韓民国陸軍）
- 初飛行：2010年3月10日[2]
- 生産数：162機（2020年06月）[3]
- 生産開始：2012年7月
- 運用状況：現役
- ユニットコスト：
185億ウォン（2007年）
1,800万USドル（2013年）[4]

KAI KUH-1 スリオン（KAI KUH-1 수리온）は、韓国航空宇宙産業が国防科学研究所、韓国航空宇宙研究院、ユーロコプター（現：エアバス・ヘリコプターズ）と共同で開発した汎用ヘリコプターである。
開発費は1兆2,996億ウォンで、54%にあたる6,980億ウォンを防衛事業庁、30%にあたる3,927億ウォンを産業資源部、16%にあたる2,089億ウォンを国内外の参加企業がそれぞれ分担している。韓国政府はこのヘリコプター開発事業に18万人の雇用創出と7兆～8兆ウォンの産業への波及効果を期待しており、240機を生産予定である
2012年より本格生産に入っており、構成部品の内60%を韓国国内で調達している。大韓民国陸軍や韓国警察のほか、民間型や法執行機関向けの派生型を開発予定である。運用に入ってからは80%以上の稼働率を達成している。
名称の「Suri」は韓国語で鷲、「on」は「100」を意味しており、スリオンはその2つを組み合わせた造語である。

## 開発

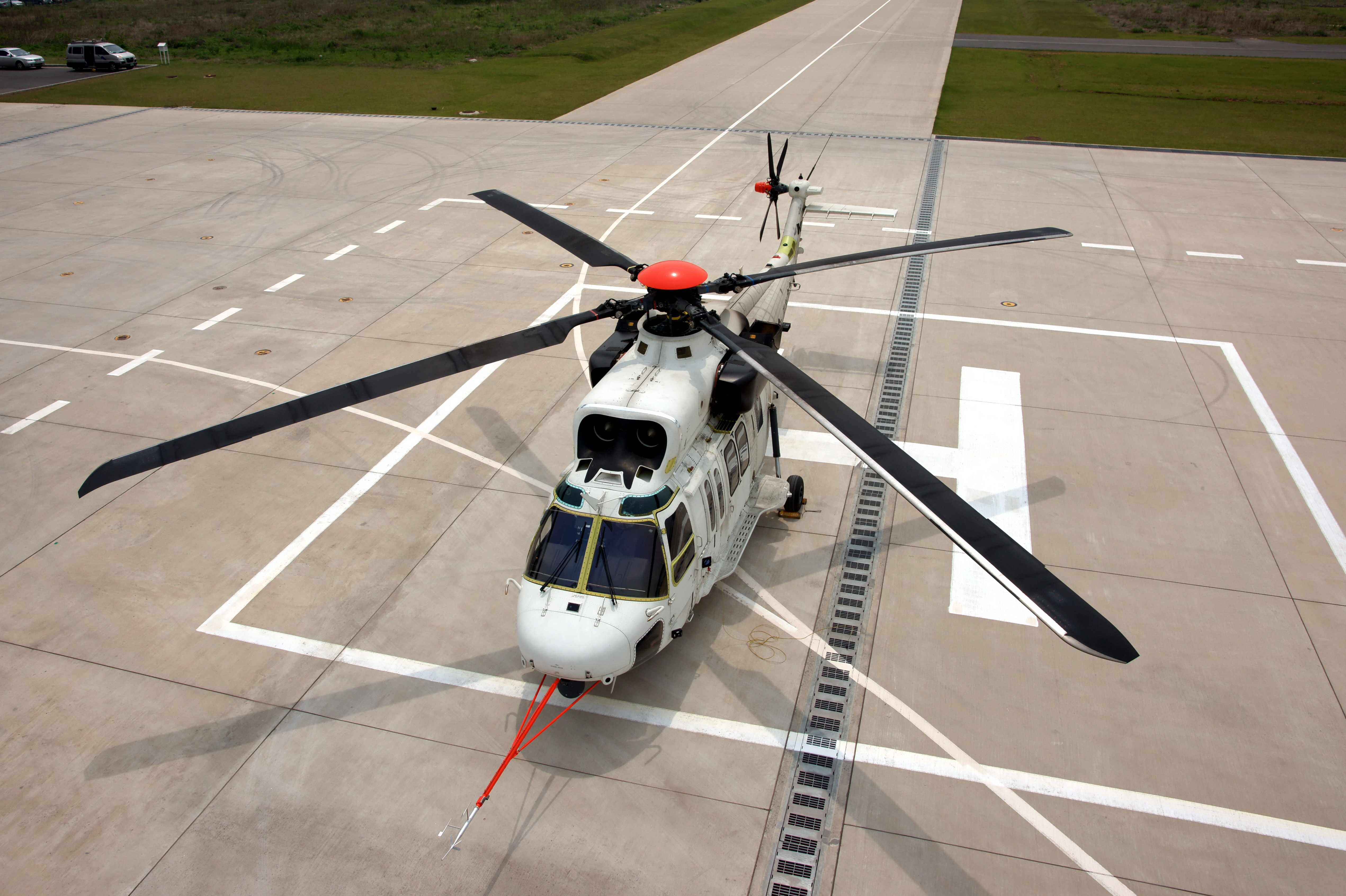
スリオン試作機

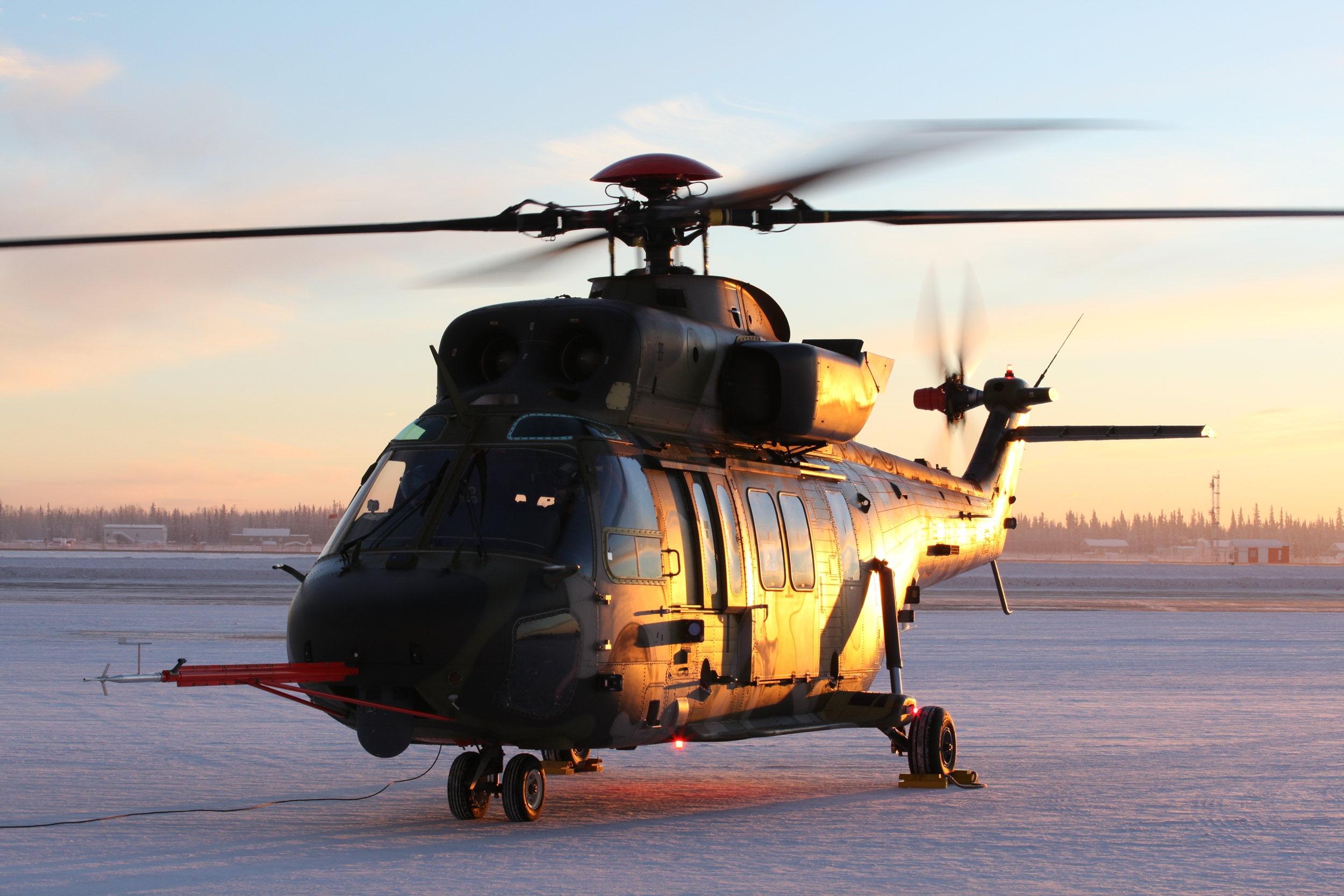
アラスカでテスト中のスリオン試作機

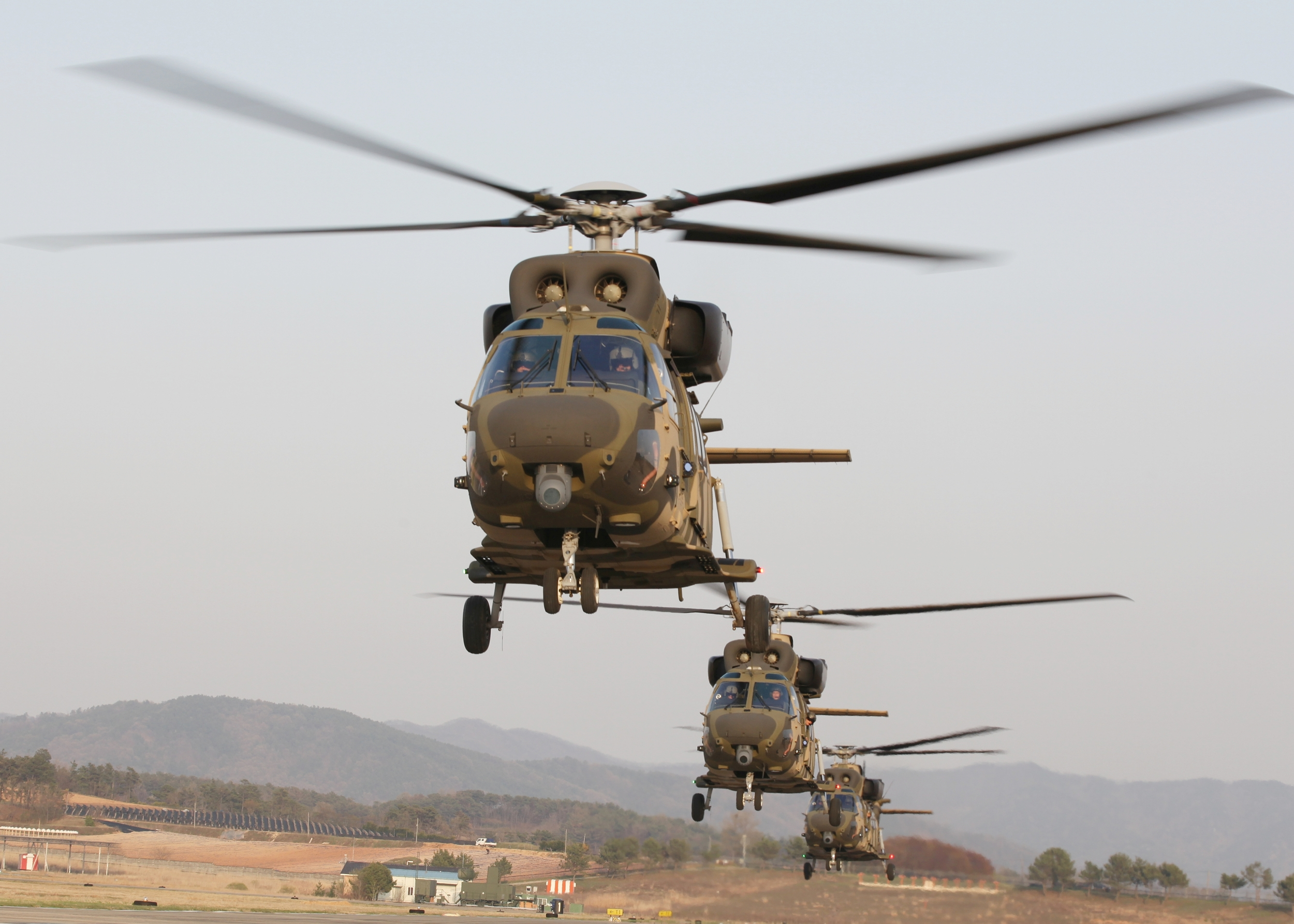
デモ飛行のためグループで離陸したKUH-1

スリオンは韓国中型ヘリコプター（KMH：Korea Mudium Helicopter）計画に源流を持つ。KMH計画は、2001年から検討が始まった攻撃ヘリと汎用ヘリを一部共用のフレームで同時開発する計画であったが、余りにも野心的な計画に大韓民国監査院が採算性に欠けるとして異を唱え白紙化された。そのため、開発目標を UH-1Hと500MDに代わる輸送ヘリコプターのみとした韓国国産ヘリコプター計画（KHP：Korea Helicopter Project）または韓国次期輸送ヘリコプター計画（KUH：Korea Utility Hericoptor）が2005年7月に開始された。
2006年6月に、KAIが防衛事業庁から1.3兆ウォンで開発契約を受注した。計画の遂行にあたって海外の協力企業を公募し、ユーロコプター、アグスタウェストランド、ベル・ヘリコプターがこれに応じたが、ベルはUH-1Yのライセンス生産案を提出したために選定から漏れ、同様にアグスタウェストランドもAW139の改良型を提案したことにより脱落し、ユーロコプター社がKHP事業を受注する事になった。これにより2006年12月、KHPの開発拠点がソウルの建国大学校内に開設された。
2006年7月19日、ゼネラル・エレクトリックとサムスンテックウィンがスリオンのためのT700ターボシャフトエンジンを開発する契約を締結した。
2007年10月15日、スリオンのモックアップが公開された。
2007年10月18日、KAIとユーロコプターはスリオンの開発を行なう合弁会社を設立するという内容の覚書に調印した。この合弁会社の出資比率はKAIが51%、ユーロコプターが49%で、この合弁会社はKUHの輸出事業も担当する。契約によりユーロコプターは韓国に40名のエンジニアを送り、開発の技術支援を行なうこととなった。
2009年7月10日、防衛事業庁は開発中のKUHについて愛称を公募した結果、第31師団96連隊所属のイ・ビョンジュン兵長が応募した「スリオン」となったことが公表された。
2009年7月31日、試作機が公開され、2010年3月10日には試作機が初飛行した。
2013年3月28日、防衛事業庁はスリオンの開発完了を発表した。これにより韓国は世界で11番目に自国でヘリコプターを開発した国となった。試験においては4機の試作機を使用してアビオニクス/MEP、基本性能などの合計275項目（約7,600テスト要件）とおよそ2,700時間分の飛行試験を実施したとされる。また、2012年に数多くの韓国メディアが極端な寒冷気象条件での作戦行動能力について疑問を呈したことから、氷点下32℃未満の周囲温度環境におけるKUHの行動能力を検証するために、2012年12月24日から2013年2月7日にかけてアラスカで約50回の飛行テストを実施し、合計121項目に及ぶ低温テストをクリアした。
2015年1月19日、韓国海兵隊向けの水陸両用型スリオンが初飛行した。
2015年9月11日、機体内部に計6つの燃料タンクを搭載して航続距離を1.6倍に増やした派生型が竹島との往復に成功した。
2016年1月30日、KUH-Medevacが初飛行試験を実施し、成功した。
2018年7月17日、派生型のマリンオン（後述）が浦項で墜落。海兵隊5人が死亡。フランス製のローターマストの不具合が原因とみられている。
2024年12月17日、マリンオンの武装型である海兵隊向け攻撃ヘリコプター（MAH）が初飛行した。

## 設計
ユーロコプターの技術支援を受けているため外形の各所にAS 332 シュペルピューマやEC155 ドーフィンのと類似が指摘されているが、相違点も多い。スリオンのために開発された新しいシステムの多くはユーロコプターのマリグナネ工場のプーマ上でテストされている。
KAIは、設計面においてリアルタイムで試作品の生産や設計を進めるコンピュータシステムやT-50に適用されたコンカレントエンジニアリング設計技術を適用することにより、通常10年掛かるとされるヘリコプターの開発をより短い期間で達成したとしている。
燃料タンクの数は基本型で4基、警察向けのKUH-1Pで5基で、基本型の最大航続距離は480km。最大離陸重量は8.7トン、寸法は全長15m、幅2m、高さ4.5メートルで、2人のパイロットに加え完全武装の兵士9人を乗せられる。機体にはHUMS（Health and Usage Monitoring System）センサーが装備されており、飛行の際にかかる負荷データを収集・記録する。そのデータを地上のコンピュータに取り込んで管理することで、より精確な構造管理・寿命管理を行える。
エンジンとしては、UH-60でも採用されて実績のあるゼネラル・エレクトリックT700-701Dの派生型T700-ST-701Kを2機搭載している。このエンジンはサムスンテックウィンにより供給されており、T700系列で初となるリアドライブ形式である。701Kは701Dと共通のコア、高効率二重反転パワータービン、新しいFADECシステムを備え、出力は1,600SHPである。
コックピットは完全なグラスコックピットで4基の多機能ディスプレイが装備されており、エルビットシステムズのANVIS/HUD-24ヘルメットマウントディスプレイの運用も可能である。
防御面では、コックピットとフレームは7.62mmの機銃弾、燃料タンクは12.7mmまたは14.5mmの機銃弾に耐えられるよう装甲が施されているほか、広く使用されているAN/AAR-60 MILDSミサイル警報システムがエアバスと韓国のLigNex1との間のパートナーシップの元で提供されている。

## 派生型

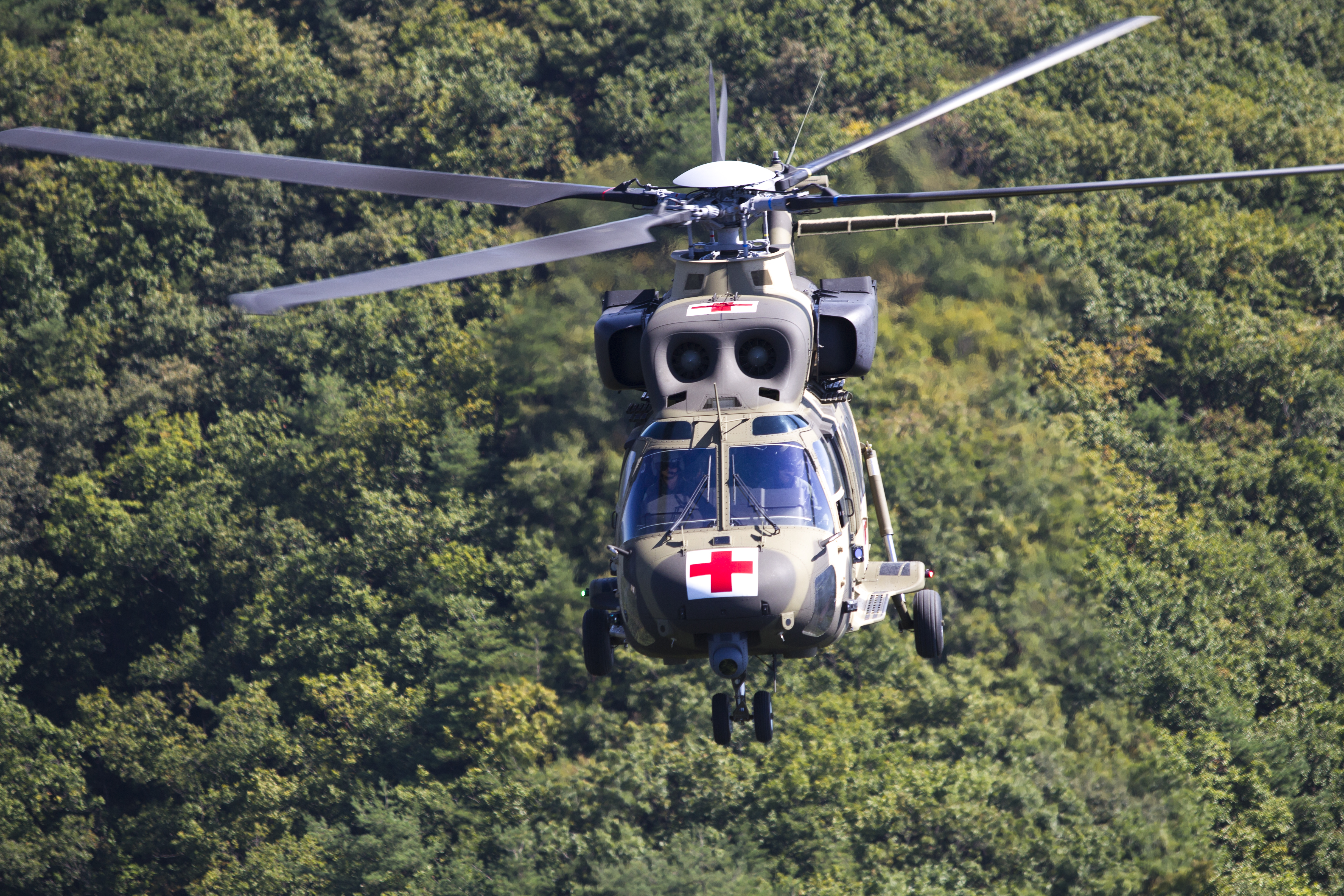
KUH-Medevac

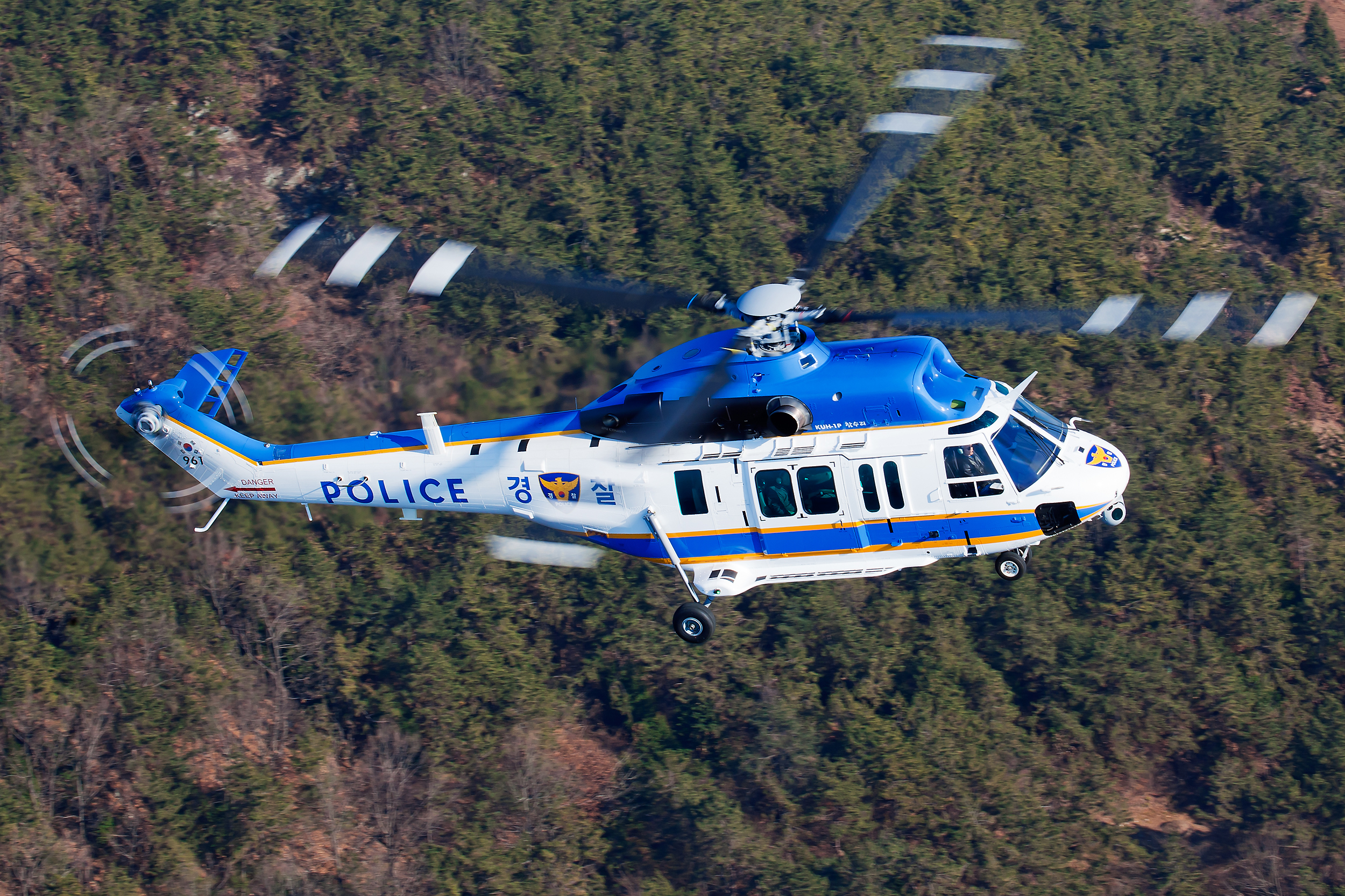
KUH-1P

KUH-1 スリオン
韓国陸軍で運用される標準的な軍用汎用ヘリコプター型。
KUH-1M メディオン
医療救難型。
ホイストのほか最新の医療機器を装備し、病院との連絡用の無線を装備する。また、外部燃料タンク、RTA-4100気象レーダー、地上衝突警告システムを装備し、昼夜を問わず悪天候下でも運用可能とする。搭載するロックウェル・コリンズ製のRTA-4100気象レーダーはアジア地域における地上検索モードが増強されているほか、自動的に気象関連の災害の総合的な検出および表示を行い、従来の気象レーダシステムと比較して乗組員のワークロードを軽減している。
2016年1月26日初飛行。2018年より各国軍に納入予定。韓国陸軍では2018年12月に9機が発注され、2020年に納入を完了した。
メディオンは医療後送 (MEDEVAC)とスリオン(Surion)の合成語。
MUH-1 マリンオン
韓国海兵隊向けの水陸両用型。
スリオンとの部品共通性は96%。メインローターが折りたたみ式となり、統合された浮揚システム、補助燃料タンク、特殊な無線装置が装備される。独島級揚陸艦に配備予定。
2015年1月19日初飛行。2015年12月29日に開発完了を発表した。今後2016年前半に生産を開始し、2019年までに軍への納入を完了し。40機を生産予定であったが
2023年までに28機導入する予定と修正。
マリンオンは海兵隊(Marine)とスリオン(Surion)の合成語。
KUH-ASW
韓国海軍向けの哨戒ヘリコプター型。提案のみ。アグスタウェストランド リンクスの後継としてはアグスタウェストランド AW159が選定されている。
MCH
韓国海軍向けの掃海ヘリコプター型。試作機は2025年6月16日に初飛行した。
KUH-1P チャムスリ
韓国警察が採用する警察仕様。
チャムスリは韓国語で大鷲の意味。
KUH-1EM ハルラメ
済州消防本部が導入した多目的消防ヘリ。
救助装備や消火装備、遭難者捜索のための電子光学赤外線カメラなどを装着している。
ハルラメは済州島にある韓国最高峰の山「漢拏山」(ハルラサン)と消防のシンボル「ハイタカ」(セメ)の合成語。
KUH-1CG フィンスリ
海洋警察が採用した型。
高性能捜索レーダーや光学探知装備、救助用ホイストなどを装着している。
フィンスリは海洋警察のシンボル「オジロワシ」(フィンコリスリ)とスリオンの合成語。

## 運用
韓国
- 陸軍

2012年から調達を開始し、8～10年で245機を調達予定。
- 海兵隊

2023年までに40機を調達する。
- 警察

2機のKUH-1Pを発注し、2014年2月12日に全機が配備された。 2013年12月に、追加注文を受けた。

### 輸出
スリオンは2013年10月の時点で2つの南米諸国とほかのアジアの国から提案の要請を受けていた。
2010年代後半、フィリピン向けの輸出事業を推進してきたが、2018年12月、フィリピンはアメリカ製のUH-60 ブラックホークの導入を決定。同国向けの輸出事業は頓挫した。

## 問題

### 技術移転問題
2014年12月13日、動力伝達装置を構成する部品約450点のうち、エアバスヘリコプター側との間で国産化すると契約した部品はそのうち30%の134点で、さらにそのうち技術移転を受けて量産可能なレベルで開発されたものは約80点に過ぎないこと、およびスリオンの開発完了後、実際にスリオンに搭載された動力伝達装置がすべてエアバスヘリコプターの製品であることが確認された。監査院は1兆3,000億ウォン（約1,400億円）が投入された国産化作業が事実上失敗したと見て、調査に着手した。監査院は責任の所在によっては、技術移転未履行違約金1,000万ユーロなどを含む制裁を検討している。
これに関し動力伝達装置を担当したS&T重工業は「もし監査院がKAIに違約金を科す場合、エアバスヘリコプターを通じて結局は我々が違約金を支払わなければいけない構造であり、納得しがたい」としたうえで、「動力伝達装置の開発に100億ウォンを投資したが、一つの部品も納品できなかった」とし「技術移転契約を履行しなかったエアバスヘリコプターの責任」、「初期契約段階からスリオンの国産化は不可能だった」と主張した。これに対しエアバスヘリコプターは「技術移転を含め、契約を誠実に履行した」と反論した。また、複雑な契約構造（エアバスヘリコプターがS&T重工業に技術移転し、S&T重工業が開発した動力伝達装置部品をエアバスヘリコプターに納品し、エアバスヘリコプターがKAIに納品する）が問題を起こしたとの指摘もあり、監査院は複雑な納品構造が生じた原因に対する調査もしている。これについてS&T重工業は「正常な契約なら我々がKAIに直接納品するべき」と話した。国産化失敗による直接的な国富損失は5,000億ウォン（約540億円）にのぼるとされる。なお、このS&T重工業はK-2戦車の変速機の開発に失敗したという過去がある。

### 欠陥問題
2016年5月、運用中のスリオンに複数の欠陥が発生していることが判明した。欠陥は機体フレームに亀裂が入ることや高空飛行時の低温環境に耐えられずにウインドシールドに亀裂が入るというものであった。これは前月KAIで運用中の試作3号機と4号機の修理の際に発覚したもので、以降陸軍に納入された50機を確認した結果2機で似たような亀裂があることが確認された。また防衛事業庁は機体の左側にある運転時の振動を排除する振動吸収材（ショックアブソーバー）を固定するリベット周辺に微細な亀裂が入ったことを明らかにした。
この欠陥は初期試験の段階で確認されていたが、軍当局はこれまで公開していなかった。前述のアラスカの試験においては2013年2月7日に試作1号機のウインドシールドに亀裂が発生していたが、運用維持の責任を負うKAIが独自調査を行った結果、小石など外部からの物体の衝撃により損傷が生じたものと結論付けて交換していた。これに対して軍当局が亀裂は「致命的な欠陥ではない」と判断して軍への納入を継続させたため事故は続いた。その後も量産17号機、量産28号機のウインドシールドがそれぞれ2014年9月と2015年6月に外部からの衝撃で完全に破損し、2016年1月にもアメリカのミシガン州で試作1号機の凍結試験を実施したところ再びウインドシールドが破損した。 
これを受けて、亀裂が発生した機体については応急措置としてフレームに補強材、ウインドシールドに強化フィルムを取り付けることとし、早ければ翌月にも新たにアブソーバー周辺を強化し、ウインドシールドを機能改善品と交換するなどの改善を施す計画となった。しかし、軍はこの問題に関して飛行安全に問題があると報告されないかぎり飛行停止措置を下さない方針で、軍のある関係者は「現在陸軍と義務司令部がスリオンを運用中なのに、様々な欠陥が発生しており、一部のパイロットは搭乗を回避する場合もある」と述べた。業界関係者は、スリオンのウインドシールドに使用されているアクリル素材はガラス素材に比べ長時間運用できる反面損傷に弱点があるとし、今回のウインドシールドの損傷は外部の衝撃によるもので、自動車と同様に通常の運用中に発生する可能性があるものであって欠陥ではなく、強度を高める改善活動を進めていると述べている。
2016年9月、ミシガン州で2015年10月から2016年3月まで行われた101項目におよぶ機体凍結試験において29項目が不合格であったにもかかわらず防衛事業庁はこの事を国防部に報告していなかった事実が国会の対政府質問の過程で明らかになった。同月、国防部と防衛事業庁はスリオンを製作した韓国航空宇宙産業(KAI）に対し、スリオンの第一線軍部隊への納品を全面中断させる命令を下した。
2017年1月16日、防衛事業庁はスリオン14号機の検査中にメインローター作動機(MRA)連結部分に7センチほどの亀裂が見つかったと発表した。
2017年2月3日、防衛事業庁は「すべてのスリオンの運航を全面中断させた」と発表した。
2017年7月16日、監査院はスリオンが飛行安全性を備えていないとする監査結果を発表し、欠陥があったことを知りながら戦力化を進めた疑いがあるとして、防衛事業庁の張明鎮庁長に対する捜査を検察に要請した。

### ブラックホークより劣るスペック
2020年、韓国が保有しているUH-60ブラックホークを退役させて、スリオンを導入する構想が浮上したが、スリオンの飛行可能時間はブラックホークの84%、飛行距離は83%という水準であり、搭乗兵力もブラックホークを下回る。ブラックホークを退役させるには、現状の保有台数を上回る数のスリオンを導入する必要が生じることから、野党議員からはブラックホークを改良した方が効率的であるとする問題提起がなされた。これに対して国防部は「産業波及効果はスリオン配備の方がブラックホーク性能改良よりも高い」という結論を出している。

## 仕様
出典: Militaryfactory.com
諸元
- 乗員: 2名のパイロットと2名の砲手、9名の兵士または2名のパイロットと16名の兵士
- 定員: 18名
- 全長: 19.0m（メインローターを含む）、15.09m（ローターを含まず） （62.3ft（メインローターを含む）、49.5ft（ローターを含まず））
- 全高: 4.5m （14.8ft）
- ローター直径:
- 空虚重量: 4,973kg （7,348lb）
- 運用時重量: 7,348kg （16,200lb）
- 有効搭載量: 3,753kg （8,274lb）
- 最大離陸重量: 8,709kg （19,200lb）
- 動力: サムスンテックウィン T700-ST-701K[53] ターボシャフト、1,228 kw （1,647 shp）   × 2

性能
- 最大速度: 259km/h
- 航続距離: 500km以上 （270 mi以上）
- 上昇率: 8.5m/s （1,700 ft/min）

- アビオニクス: GPS、INS、デジタルマップ、FLIR、HUMS、IRSS、MWS、CMDS、IRCM、EWC、RWR、LWR、OBIGGS、C4Iシステム、ECS、HOCAS、AFCS